# 3 grosze 1816 Preuss
3 grosze 1816 Preuss – moneta trzygroszowa bita w Berlinie i Wrocławiu w roku 1816 na stopę menniczą zbliżoną do polskiej z 1766 r., o identycznych parametrach jak moneta 3 grosze 1816 bita dla Wielkiego Księstwa Poznańskiego.

## Awers
W centralnej części umieszczono ukoronowaną owalną tarczę z orłem pruskim, otoczoną wieńcem dębowym.

## Rewers
Na tej stronie umieszczono cyfrę 3, pod nią napis „GROSCHEN”, poniżej „PREUSS:”, poniżej rok 1816, a na samym dole znak mennicy – literka A albo B, u góry, w półkolu napis: „60 EINEN THALER”.

## Opis
Moneta była bita w miedzi, w mennicach w Berlinie (literka A) i we Wrocławiu (literka B). Stopień rzadkości poszczególnych odmian przedstawiono w tabeli:
| Nominał  | Rok  | Nazwa na rewersie | Znak mennicy | Mennica | Stopień rzadkości | Liczba egzemplarzy | Uwagi                                                               |
| -------- | ---- | ----------------- | ------------ | ------- | ----------------- | ------------------ | ------------------------------------------------------------------- |
| 3 grosze | 1816 | PREUSS            | A            | Berlin  | R8                | 2–3                | istnieją monety z napisem na rewersie GR.HERZ./POSEN zamiast PREUSS |
| 3 grosze | 1816 | PREUSS            | B            | Wrocław | R8                | 2–3                | istnieją monety z napisem na rewersie GR.HERZ./POSEN zamiast PREUSS |

Moneta pod każdym względem, z wyjątkiem nazwy prowincji na rewersie – PREUSS zamiast GR.HERZ. POSEN, jest identyczna z monetą trzygroszową wybitą w tym samym roku i w tych samych mennicach dla Wielkiego Ksiestwa Poznańskiego. Ze względu na upływ czasu i całkowity brak jakichkolwiek oficjalnych informacji z mennic w Berlinie i we Wrocławiu jak również z odpowiedniego ministerstwa pruskiego, rozstrzygnięcie kwestii przeznaczenia tej monety jest w XXI w. niewykonalne. Część kolekcjonerów uznaje ją jako monetę początkowego, tzn. omyłkowego bicia dla Wielkiego Księstwa Poznańskiego, inni twierdzą, że była przeznaczona dla Prus Wschodnich i Prus Zachodnich.
Ponieważ Prusy Zachodnie utworzone w 1773 r., będące w unii monetarnej z Prusami Wschodnimi, były ziemiami zabranymi I Rzeczypospolitej w 1772 r., częścią Prus Wschodnich utworzonych w 1772 r. była Warmia, odebrana I Rzeczypospolitej w wyniku tego samego rozbioru, a Wielkie Księstwo Poznańskie powstało z części ziem Księstwa Warszawskiego, moneta 3 grosze 1816 PREUSS ma swoje miejsce w numizmatyce polskiej.
Praktycznie taki sam dylemat dotyczy:
- rzadkiej półgroszówki (R6) z 1796 roku bitej we Wrocławiu, gdzie zamiast BORUSS MERID jest napis REGNI BORUSS[4]
- bardzo rzadkich trzygroszówek (R8) z 1796 roku bitych w mennicach w Berlinie i Wrocławiu, gdzie zamiast BORUSS MERID jest napis BORUSSIAE[5].